# Neoscelis longiclava
Neoscelis longiclava är en skalbaggsart som beskrevs av Moron och Brett C.Ratcliffe 1989. Neoscelis longiclava ingår i släktet Neoscelis och familjen Cetoniidae. Inga underarter finns listade i Catalogue of Life.